# Ostrovica (Bihać, BiH)
Ostrovica je naseljeno mjesto u gradu Bihaću, Federacija Bosne i Hercegovine, BiH. Nalazi se kod Kulen Vakufa.

## Povijest
Ostaci starog grada leže na brežuljku iznad Kulen Vakufa na lijevoj obali Une. U srednjovjekovnoj Hrvatskoj bio je u sastavu Lapačke župe. Gospodari su mu bili Karlovići. Turci ga osvajaju 1523. godine. Od 1699. je postao središtem staroostrovičke kapetanije. Proglašen je nacionalnim spomenikom Bosne i Hercegovine.

## Stanovništvo

### 1991.
Nacionalni sastav stanovništva 1991. godine, bio je sljedeći:
ukupno: 162
- Muslimani - 140
- Srbi - 22

### 2013.
Nacionalni sastav stanovništva 2013. godine, bio je sljedeći:
ukupno: 11
- Bošnjaci - 11

## Vanjske poveznice
- Satelitska snimka  Arhivirana inačica izvorne stranice od 4. ožujka 2021. (Wayback Machine)